# Tynecastle Stadium
Tynecastle Stadium – stadion piłkarski w Edynburgu, Szkocja. Na tym obiekcie swoje mecze w Scottish Premier League rozgrywa klub Heart of Midlothian F.C. Stadion może pomieścić 17 420 widzów.

## Historia
Hearts swoje mecze rozgrywają na Tynecastle Stadium, popularnie zwanym przez kibiców Tynie. Inauguracja stadionu odbyła się 10 kwietnia 1886. W pierwszym spotkaniu na nowym obiekcie "Serca" w towarzyskim meczu pokonały angielski klub piłkarski – Bolton Wanderers F.C. 4:1. Dzień ten rozpoczął długą i bogatą historię obiektu z Gorgie Road, w Edynburgu.
26 marca 1892, w sześć lat od otwarcia, na Tynecastle rozegrano pierwszy międzynarodowy mecz piłkarski pomiędzy: reprezentacją Szkocji i reprezentacją Walli, zakończony wygraną gospodarzy 6:1.
Na początku XX wieku dużym nakładem sił i środków klub rozbudowywał swój obiekt, dostawiając kolejne trybuny w latach: 1903, 1911 oraz 1914. Wiązało się to z dużymi kosztami sięgającymi zawrotną wówczas kwotę 12 000 funtów.
Rok 1927 przyniósł nowe możliwości dotarcia do kibiców po tym, jak BBC rozpoczęła nadawanie relacji sportowych z meczów Hearts. W okresie międzywojennym padł również rekord frekwencji na stadionie. Mecz Pucharu Szkocji, który został rozegrany 13 lutego 1932 przeciwko drużynie Rangers F.C. obejrzało 53 396 widzów.
W latach 50. pojemność stadionu ograniczono do 49 000 miejsc, kierując się względami bezpieczeństwa. Po katastrofach na Ibrox Park w 1971 oraz na Hillsborough w 1989, pojemność Tynecastle została ograniczona do 30 tysięcy widzów. Sam obiekt przeszedł gruntowną modernizację w połowie lat 90. wyniku której wybudowano od podstaw trybuny: Wheatfield Stand i Roseburn Stand.
W 2005 stadion został dostosowany do norm bezpieczeństwa UEFA, w wyniku czego uzyskał obecny wygląd. Obecnie pojemność obiektu wynosi 17 420 miejsc siedzących.